# Ушаков, Андрей Фёдорович (животновод)
Андрей Фёдорович Ушаков — советский хозяйственный и государственный деятель, лауреат Государственной премии СССР за выдающиеся достижения в труде.

## Биография
Родился в 1928 году на территории современного Павловского района Алтайского края. Член КПСС.
В 1941—1988 — рабочий колхоза, скотник, бригадир животноводов совхоза «Прутской» Павловского района Алтайского края.
За увеличение валового производства высококачественной продукции животноводства на основе применения прогрессивной технологии, изыскания и использования внутренних резервов был в составе коллектива удостоен Государственной премии СССР за выдающиеся достижения в труде 1980 года.
Умер в 2007 году в Павловском районе Алтайского края.

## Награды
- Орден Знак Почёта (дважды)